# Кемени, Золтан

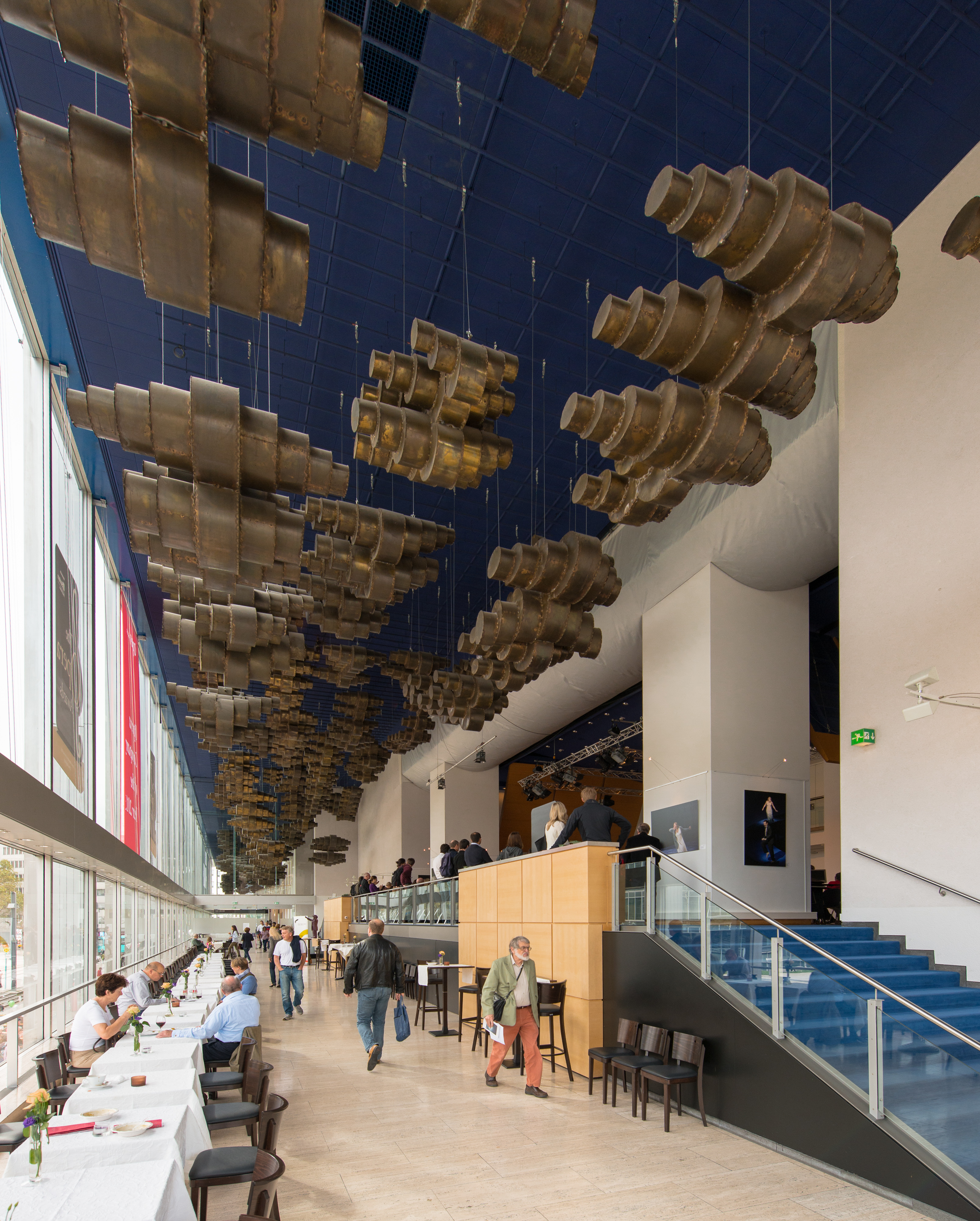
Оформление фойе Муниципального театра во Франкфурте-на-Майне

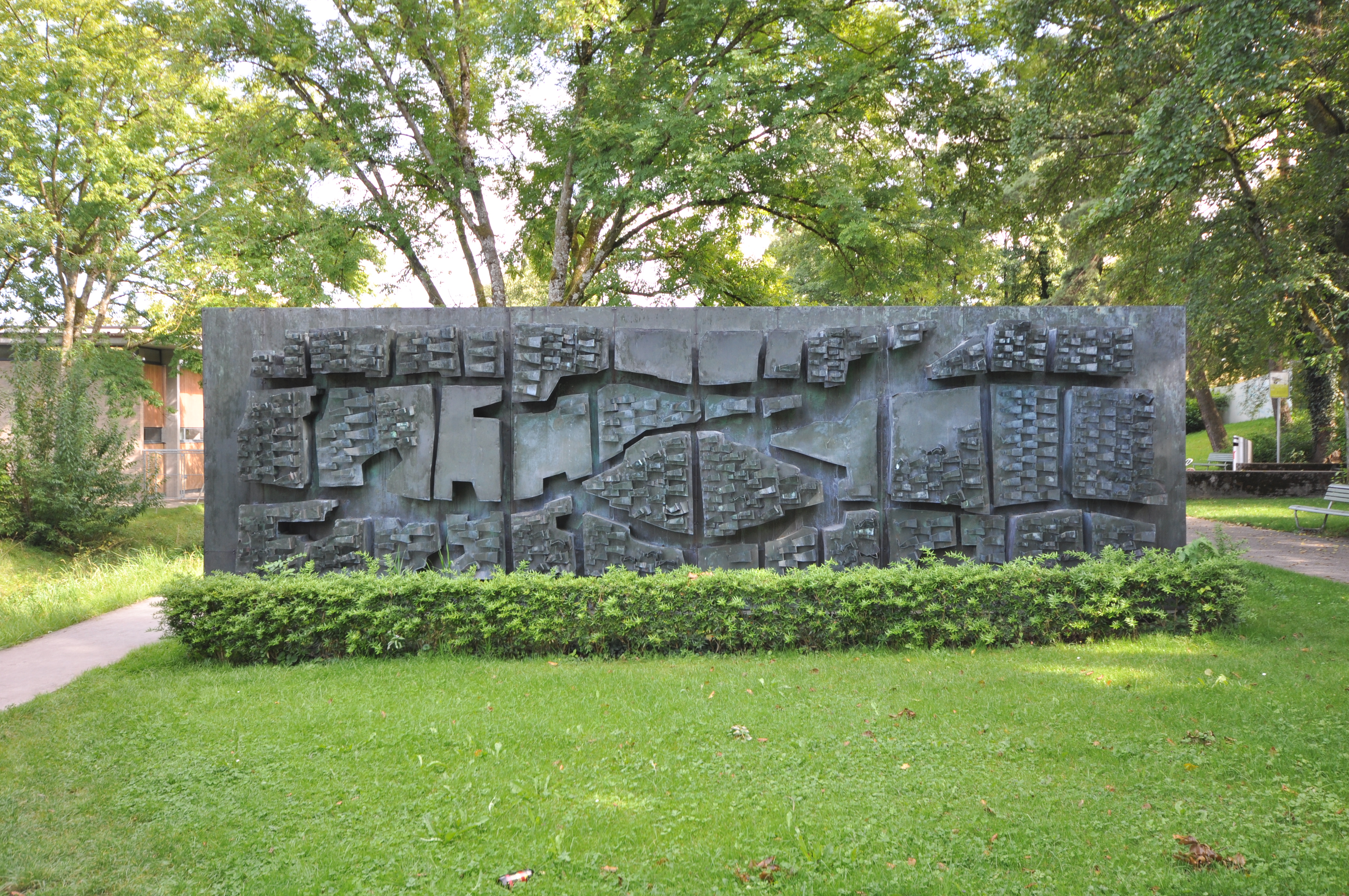
Mauer Nr. 3

Золтан Кемени (Кемень, венг. Kemény Zoltán; 21 марта 1907, Беница, Трансильвания, Австро-Венгрия (ныне жудец Хунедоара, Румыния) — 14 июня 1965, Цюрих) — швейцарский скульптор, художник, дизайнер венгерского происхождения. Представитель матьеризма.

## Биография
Обучался столярному делу и архитектуре. Окончил Художественный университет имени Ласло Мохой Надя в Будапеште, затем живопись в Венгерском университете изобразительных искусств. Какое-то время работал в сфере дизайна одежды.
В 1930—1940 годах учился и работал в Париже, затем переехал в Марсель. С 1942 года — в Цюрихе. Работал модельером и редактором женской газеты Annabelle в Цюрихе.
Познакомившись с творчеством Жана Дюбюффе, основателя ар брют — «грубого» или «сырого» искусства, принципиально близкого к любительской живописи детей, самоучек, душевнобольных, не признающего общепринятых эстетических норм и использующего любые подручные материалы, такие как песок и гравий, в 1946 году начал работу со скульптурой. В его ранних работах грубость применяемых материалов (зачастую металлолома, проволоки, гвоздей и пружины) резко контрастируют с его свободным скульптурным стилем; изображения, кажется, растут и плавают на поверхности. Первые металлические работы Кемени были созданы в середине 1950-х годов. После экспериментов со свинцом, цинком, оловом, железом и алюминием З. Кемени выбрал медь и латунь, как материалы, которым он отдавал предпочтение.
Многие его работы выполнены в стиле дадаизма.
Автор абстрактных металлических рельефных композиций, сочетающих эффекты скульптуры и живописи. Получил многочисленные заказы на крупные общественные композиции, такие как медная панель длиной 110 м, подвешенная в фойе Муниципального театра во Франкфурте-на-Майне (1963).
Популярность З. Кемени выросла после Второй мировой войны. Организовал множество персональных выставок в крупных европейских городах. Ретроспектива его работ прошла в 1966 году в Национальном музее современного искусства в Париже.
В 1964 году был удостоен первой премии в области скульптуры на Венецианской биеннале.
Работы З. Кемени ныне установлены и хранятся во многих музеях мира, в том числе, Музее современного искусства в Скопье, в Санкт-Галлене.
В 1964 году получил Приз скульптуры на .